# Кубок Шпенглера 2014
Кубок Шпенглера 2014 — 88-й розыгрыш Кубка Шпенглера, традиционного ежегодного хоккейного турнира. Прошёл с 26 по 31 декабря 2014 года в швейцарском Давосе. Победителем турнира стал хоккейный клуб «Женева-Серветт», обыгравший в финале российский «Салават Юлаев» со счетом 3:0.
Матчи проходили на «Вайллант Арена», построенной в 1979 году. Вместимость арены составляет 7080 человек.

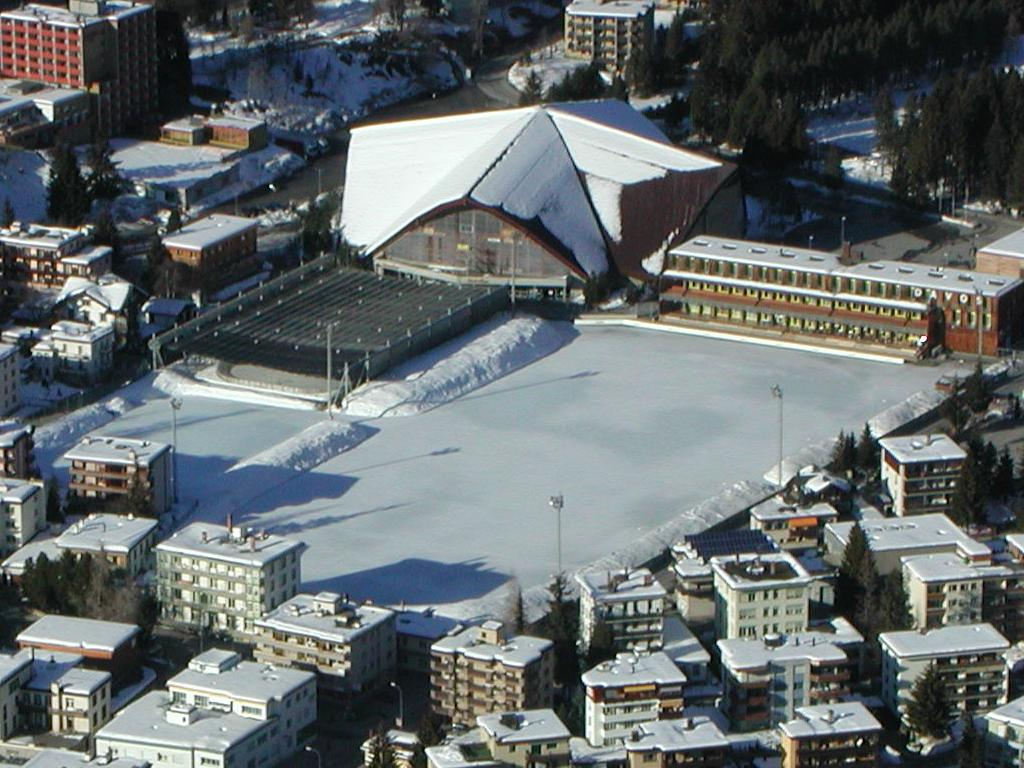

## Участники турнира

### Группа «Торриани»
- «Салават Юлаев» — участвует в Кубке Шпенглера второй раз за три года. До этого участвовал в Кубке Шпенглера 2012.
- «Женева-Серветт» — действующий обладатель Кубка Шпенглера. В прошлом году в финале обыграл московский ЦСКА.
- «Йокерит» — второй клуб, который представляет на турнире КХЛ.

### Группа «Каттини»
- Сборная Канады — постоянный участник этого турнира. Собирается из лучших канадских игроков, которые играют в Европе.
- «Давос» — команда-хозяйка турнира. Перед турниром усиливается лучшими игроками Швейцарской национальной лиги.
- «Медвешчак» — третий клуб КХЛ на этом турнире.

## Регламент турнира
Команды делятся на группы Торриани и Каттини, в каждой группе команды играют в формате «каждый с каждым» по разу. Победители групп напрямую выходят в полуфинал, остальные клубы играют в четвертьфинале за право выйти в полуфинал. В четвертьфинале команда, занявшая второе место в группе Торриани, играет с командой, занявзанявшей третье место в группе Каттини. В другом четвертьфинале команда, занявшая второе место в группе Каттини, играет с командой, занявзанявшей третье место в группе Торриани.
За победу в основное время присуждается 3 очка, за победу в овертайме или серии буллитов дается 2 очка, за поражение в овертайме или серии буллитов — 1 очко, а за поражение в основное время команде ничего не дается.

## Групповой этап
|  | Команда, попадающая в полуфинал кубка Шпенглера     |
|  | Команды, попадающие в четвертьфинал кубка Шпенглера |

### Группа Торриани
| Команда        | И | В | ВО | ПО | П | ШЗ | ШП | %О    | О |
| -------------- | - | - | -- | -- | - | -- | -- | ----- | - |
| Женева-Серветт | 2 | 2 | 0  | 0  | 0 | 6  | 3  | 100 % | 6 |
| Салават Юлаев  | 2 | 1 | 0  | 0  | 1 | 6  | 6  | 50 %  | 3 |
| Йокерит        | 2 | 0 | 0  | 0  | 2 | 4  | 7  | 0     | 0 |

Примечание.
И — сыгранные матчи, В — выигрыши в основное время, ВО — выигрыши в овертайме, ВБ — выиграли в серии буллитов, ПБ — поражение в серии буллитов, ПО — поражение в овертайме, П — поражение в основное время, ШЗ — забитые шайбы, ШП — пропущенные шайбы, % очков — Процент набранных очков от всех возможных, О — набранные очки.
| 26 декабря 2014 17:00 | Женева-Серветт | 3:2 (3:0, 0:2, 0:0) | Салават Юлаев | «Вайллант Арена», Давос Зрителей: 6300 |

| Отчёт | Отчёт                                                  | Отчёт                                                               | Отчёт                            | Отчёт                                                                               |
| --- | ------------------------------------------------------ | ------------------------------------------------------------------- | -------------------------------- | ----------------------------------------------------------------------------------- |
| |                                                        |                                                                     |                                  |                                                                                     |
| | Кристоф Бэй (00:00-42:09) Яник Швенденер (42:09-60:00) | Вратари                                                             | Владимир Сохатский (00:00-60:00) | Судьи: Штефан Айхманн Даниэль Пехачек Линейные судьи: Франко Эспиноза Андреас Кёлер |
| | Голы:                                                  |                                                                     |                                  | Судьи: Штефан Айхманн Даниэль Пехачек Линейные судьи: Франко Эспиноза Андреас Кёлер |
| Т.Каст (Том Пайетт, Тей.Пайетт) (бол.) — 05:48 Тей.Пайетт (А. Жакме, Т.Каст) (бол.) — 13:59 И.Пистони — 17:21 | 1:0 2:0 3:0 3:1 3:2                                    | 31:31 — А.Слепышев 34:14 — И.Хейккинен (Д.Сёмин, А.Слепышев) (бол.) |                                  | Судьи: Штефан Айхманн Даниэль Пехачек Линейные судьи: Франко Эспиноза Андреас Кёлер |
| |                                                        |                                                                     |                                  | Судьи: Штефан Айхманн Даниэль Пехачек Линейные судьи: Франко Эспиноза Андреас Кёлер |
| |                                                        |                                                                     |                                  | Судьи: Штефан Айхманн Даниэль Пехачек Линейные судьи: Франко Эспиноза Андреас Кёлер |
| |                                                        |                                                                     |                                  | Судьи: Штефан Айхманн Даниэль Пехачек Линейные судьи: Франко Эспиноза Андреас Кёлер |
| 10 мин | Штраф                                                  | 4 мин                                                               |                                  | Судьи: Штефан Айхманн Даниэль Пехачек Линейные судьи: Франко Эспиноза Андреас Кёлер |
| |                                                        |                                                                     |                                  |                                                                                     |
| | 16                                                     | Броски                                                              | 31                               |                                                                                     |

| 27 декабря 2014 17:00 | Йокерит | 3:4 (1:2, 1:2, 1:0) | Салават Юлаев | «Вайллант Арена», Давос Зрителей: 6300 |

| Отчёт                                                                                                 | Отчёт                       | Отчёт | Отчёт                       | Отчёт                                                                           |
| --- | --------------------------- | --- | --------------------------- | ------------------------------------------------------------------------------- |
| |                             | |                             |                                                                                 |
| | Рику Хелениус (00:00-60:00) | Вратари | Леланд Ирвинг (00:00-60:00) | Судьи: Штефан Айхманн Данни Курманн Линейные судьи: Роман Кадерли Андреас Кёлер |
| | Голы:                       | |                             | Судьи: Штефан Айхманн Данни Курманн Линейные судьи: Роман Кадерли Андреас Кёлер |
| Э.Пёйсти (Н.Капанен, О.Вяанянен) — 00:16 Л.Умарк (А.Охтамаа) — 29:32 Л.Умарк (С.Мозес) (бол.) — 41:30 | 1:0 1:1 1:2 1:3 2:3 2:4 3:4 | 02:03 — А.Глухов (А.Слепышев, А.Кутузов) 10:49 — А.Пильстрем (И.Вишневский, А.Зубарев) (бол.) 28:49 — А.Пильстрем (А.Кутузов, А.Кайгородов) 30:22 — Т.Хартикайнен (И.Хейккинен) |                             | Судьи: Штефан Айхманн Данни Курманн Линейные судьи: Роман Кадерли Андреас Кёлер |
| |                             | |                             | Судьи: Штефан Айхманн Данни Курманн Линейные судьи: Роман Кадерли Андреас Кёлер |
| |                             | |                             | Судьи: Штефан Айхманн Данни Курманн Линейные судьи: Роман Кадерли Андреас Кёлер |
| |                             | |                             | Судьи: Штефан Айхманн Данни Курманн Линейные судьи: Роман Кадерли Андреас Кёлер |
| 12 мин                                                                                                | Штраф                       | 10 мин |                             | Судьи: Штефан Айхманн Данни Курманн Линейные судьи: Роман Кадерли Андреас Кёлер |
| |                             | |                             |                                                                                 |
| | 33                          | Броски | 26                          |                                                                                 |

| 28 декабря 2014 17:00 | Женева-Серветт | 3:1 (1:0, 0:1, 2:0) | Йокерит | «Вайллант Арена», Давос Зрителей: 6300 |

| Отчёт | Отчёт                        | Отчёт                                | Отчёт                         | Отчёт                                                                          |
| --- | ---------------------------- | ------------------------------------ | ----------------------------- | ------------------------------------------------------------------------------ |
| |                              |                                      |                               |                                                                                |
| | Яник Швенденер (00:00-59:50) | Вратари                              | Хенрик Карлссон (00:00-60:00) | Судьи: Даниэль Пехачек Марк Виганд Линейные судьи: Николас Флури Андреас Кёлер |
| | Голы:                        |                                      |                               | Судьи: Даниэль Пехачек Марк Виганд Линейные судьи: Николас Флури Андреас Кёлер |
| К.Роми (М.Ломбарди) (бол.) — 06:27 И.Пистони (Д.Вукович) — 41:36 А.Жакме (Тей.Пайетт, Том Пайетт) — 47:16 | 1:0 1:1 2:1 3:1              | 33:06 — В.Лаюнен (Л.Умарк, П.Коукал) |                               | Судьи: Даниэль Пехачек Марк Виганд Линейные судьи: Николас Флури Андреас Кёлер |
| |                              |                                      |                               | Судьи: Даниэль Пехачек Марк Виганд Линейные судьи: Николас Флури Андреас Кёлер |
| |                              |                                      |                               | Судьи: Даниэль Пехачек Марк Виганд Линейные судьи: Николас Флури Андреас Кёлер |
| |                              |                                      |                               | Судьи: Даниэль Пехачек Марк Виганд Линейные судьи: Николас Флури Андреас Кёлер |
| 8 мин | Штраф                        | 20 мин                               |                               | Судьи: Даниэль Пехачек Марк Виганд Линейные судьи: Николас Флури Андреас Кёлер |
| |                              |                                      |                               |                                                                                |
| | 37                           | Броски                               | 27                            |                                                                                |

### Группа Каттини
| Команда        | И | В | ВО | ВБ | ПБ | ПО | П | ШЗ | ШП | % очков | О |
| -------------- | - | - | -- | -- | -- | -- | - | -- | -- | ------- | - |
| Давос          | 2 | 2 | 0  | 0  | 0  | 0  | 0 | 3  | 1  | 100     | 6 |
| Сборная Канады | 2 | 1 | 0  | 0  | 0  | 0  | 1 | 4  | 3  | 50      | 3 |
| Медвешчак      | 2 | 0 | 0  | 0  | 0  | 0  | 2 | 1  | 4  | 0       | 0 |

Примечание.
И — сыгранные матчи, В — выигрыши в основное время, ВО — выигрыши в овертайме, ВБ — выиграши в серии буллитов, ПБ — поражение в серии буллитов, ПО — поражение в овертайме, П — поражение в основное время, ШЗ — забитые шайбы, ШП — пропущенные шайбы, % очков — Процент набранных очков от всех возможных, О — набранные очки.
| 26 декабря 2014 22:15 | Давос | 2:1 (1:0, 0:0, 1:1) | Сборная Канады | «Вайллант Арена», Давос Зрителей: 6300 |

| Отчёт                                                       | Отчёт                          | Отчёт                                      | Отчёт                      | Отчёт                                                                        |
| ----------------------------------------------------------- | ------------------------------ | ------------------------------------------ | -------------------------- | ---------------------------------------------------------------------------- |
|                                                             |                                |                                            |                            |                                                                              |
|                                                             | Леонардо Дженони (00:00-60:00) | Вратари                                    | Нолан Шеффер (00:00-60:00) | Судьи: Данни Курманн Марк Виганд Линейные судьи: Николас Флури Михаил Черриг |
|                                                             | Голы:                          |                                            |                            | Судьи: Данни Курманн Марк Виганд Линейные судьи: Николас Флури Михаил Черриг |
| Б.Форстер (П.Линдгрен) — 07:34 Д. Аксельссон (бол.) — 47:50 | 1:0 2:0 2:1                    | 49:10 — А.Жиру (М.-А.Граньяни, М.-А.Пульо) |                            | Судьи: Данни Курманн Марк Виганд Линейные судьи: Николас Флури Михаил Черриг |
|                                                             |                                |                                            |                            | Судьи: Данни Курманн Марк Виганд Линейные судьи: Николас Флури Михаил Черриг |
|                                                             |                                |                                            |                            | Судьи: Данни Курманн Марк Виганд Линейные судьи: Николас Флури Михаил Черриг |
|                                                             |                                |                                            |                            | Судьи: Данни Курманн Марк Виганд Линейные судьи: Николас Флури Михаил Черриг |
| 8 мин                                                       | Штраф                          | 16 мин                                     |                            | Судьи: Данни Курманн Марк Виганд Линейные судьи: Николас Флури Михаил Черриг |
|                                                             |                                |                                            |                            |                                                                              |
|                                                             | 29                             | Броски                                     | 37                         |                                                                              |

| 27 декабря 2014 22:15 | Медвешчак | 1:3 (0:2, 0:1, 1:0) | Сборная Канады | «Вайллант Арена», Давос Зрителей: 6300 |

| Отчёт                           | Отчёт                      | Отчёт                                                                                           | Отчёт                       | Отчёт                                                                                 |
| ------------------------------- | -------------------------- | ----------------------------------------------------------------------------------------------- | --------------------------- | ------------------------------------------------------------------------------------- |
|                                 |                            |                                                                                                 |                             |                                                                                       |
|                                 | Кэлвин Хитер (00:00-58:47) | Вратари                                                                                         | Дрю Макинтайр (00:00-60:00) | Судьи: Кендрик Николсон Даниэль Пехачек Линейные судьи: Франко Эспиноза Михаил Черриг |
|                                 | Голы:                      |                                                                                                 |                             | Судьи: Кендрик Николсон Даниэль Пехачек Линейные судьи: Франко Эспиноза Михаил Черриг |
| П.Пеллетье (М.Сен-Пьер) — 48:15 | 0:1 0:2 0:3 1:3            | 11:45 — Б.Холлоуэй (Д.Уолсер, Б.Ричи) 17:36 — С.Джильяти (Б.Маклин) 21:07 — А.Жиру (М.-А.Пульо) |                             | Судьи: Кендрик Николсон Даниэль Пехачек Линейные судьи: Франко Эспиноза Михаил Черриг |
|                                 |                            |                                                                                                 |                             | Судьи: Кендрик Николсон Даниэль Пехачек Линейные судьи: Франко Эспиноза Михаил Черриг |
|                                 |                            |                                                                                                 |                             | Судьи: Кендрик Николсон Даниэль Пехачек Линейные судьи: Франко Эспиноза Михаил Черриг |
|                                 |                            |                                                                                                 |                             | Судьи: Кендрик Николсон Даниэль Пехачек Линейные судьи: Франко Эспиноза Михаил Черриг |
| 4 мин                           | Штраф                      | 10 мин                                                                                          |                             | Судьи: Кендрик Николсон Даниэль Пехачек Линейные судьи: Франко Эспиноза Михаил Черриг |
|                                 |                            |                                                                                                 |                             |                                                                                       |
|                                 | 24                         | Броски                                                                                          | 25                          |                                                                                       |

| 28 декабря 2014 22:15 | Давос | 1:0 (1:0, 0:0, 0:0) | Медвешчак | «Вайллант Арена», Давос Зрителей: 6300 |

| Отчёт                         | Отчёт                          | Отчёт   | Отчёт                   | Отчёт                                                                             |
| ----------------------------- | ------------------------------ | ------- | ----------------------- | --------------------------------------------------------------------------------- |
|                               |                                |         |                         |                                                                                   |
|                               | Леонардо Дженони (00:00-60:00) | Вратари | Марк Овуя (00:00-59:20) | Судьи: Данни Курманн Кендрик Николсон Линейные судьи: Роман Кадерли Михаил Черриг |
|                               | Голы:                          |         |                         | Судьи: Данни Курманн Кендрик Николсон Линейные судьи: Роман Кадерли Михаил Черриг |
| М.Паульссон (С.Рюзер) — 01:27 | 1:0                            |         |                         | Судьи: Данни Курманн Кендрик Николсон Линейные судьи: Роман Кадерли Михаил Черриг |
|                               |                                |         |                         | Судьи: Данни Курманн Кендрик Николсон Линейные судьи: Роман Кадерли Михаил Черриг |
|                               |                                |         |                         | Судьи: Данни Курманн Кендрик Николсон Линейные судьи: Роман Кадерли Михаил Черриг |
|                               |                                |         |                         | Судьи: Данни Курманн Кендрик Николсон Линейные судьи: Роман Кадерли Михаил Черриг |
| 16 мин                        | Штраф                          | 10 мин  |                         | Судьи: Данни Курманн Кендрик Николсон Линейные судьи: Роман Кадерли Михаил Черриг |
|                               |                                |         |                         |                                                                                   |
|                               | 25                             | Броски  | 24                      |                                                                                   |

## Плей-офф
|  | 1/4 финала | 1/4 финала     | 1/4 финала |  |  | 1/2 финала | 1/2 финала     | 1/2 финала |  |  | Финал | Финал          | Финал |
|  |            |                |            |  |  |            |                |            |  |  |       |                |       |
|  |            |                |            |  |  | A1         | Давос          | 3          |  |  |       |                |       |
|  | B2         | Салават Юлаев  | 3          |  |  |            | Салават Юлаев  | 4          |  |  |       |                |       |
|  | A3         | Медвешчак      | 0          |  |  |            |                |            |  |  | A1    | Салават Юлаев  | 0     |
|  |            |                |            |  |  |            |                |            |  |  | B1    | Женева-Серветт | 3     |
|  |            |                |            |  |  | B1         | Женева-Серветт | 6          |  |  |       |                |       |
|  | A2         | Сборная Канады | 5          |  |  | B3         | Сборная Канады | 5          |  |  |       |                |       |
|  | B3         | Йокерит        | 2          |  |  |            |                |            |  |  |       |                |       |

## Четвертьфиналы
| 29 декабря 2014 17:00 | Салават Юлаев | 3:0 (1:0, 0:0, 2:0) | Медвешчак | «Вайллант Арена», Давос Зрителей: 5934 |

| Отчёт | Отчёт                       | Отчёт   | Отчёт                      | Отчёт                                                                         |
| --- | --------------------------- | ------- | -------------------------- | ----------------------------------------------------------------------------- |
| |                             |         |                            |                                                                               |
| | Леланд Ирвинг (00:00-60:00) | Вратари | Кэлвин Хитер (00:00-60:00) | Судьи: Штефан Айхманн Марк Виганд Линейные судьи: Андреас Кёлер Николас Флури |
| | Голы:                       |         |                            | Судьи: Штефан Айхманн Марк Виганд Линейные судьи: Андреас Кёлер Николас Флури |
| Д.Сёмин (Е.Дубровский, А.Мерескин) — 19:25 С.Голованов — 49:23 Т.Хартикайнен (А.Глухов, А.Слепышев) (бол.) — 53:13 | 1:0 2:0 3:0                 |         |                            | Судьи: Штефан Айхманн Марк Виганд Линейные судьи: Андреас Кёлер Николас Флури |
| |                             |         |                            | Судьи: Штефан Айхманн Марк Виганд Линейные судьи: Андреас Кёлер Николас Флури |
| |                             |         |                            | Судьи: Штефан Айхманн Марк Виганд Линейные судьи: Андреас Кёлер Николас Флури |
| |                             |         |                            | Судьи: Штефан Айхманн Марк Виганд Линейные судьи: Андреас Кёлер Николас Флури |
| 10 мин | Штраф                       | 16 мин  |                            | Судьи: Штефан Айхманн Марк Виганд Линейные судьи: Андреас Кёлер Николас Флури |
| |                             |         |                            |                                                                               |
| | 31                          | Броски  | 24                         |                                                                               |

| 29 декабря 2014 22:15 | Сборная Канады | 5:2 (1:2, 2:0, 2:0) | Йокерит | «Вайллант Арена», Давос Зрителей: 6300 |

| Отчёт | Отчёт                       | Отчёт                                                         | Отчёт                       | Отчёт                                                                                 |
| --- | --------------------------- | ------------------------------------------------------------- | --------------------------- | ------------------------------------------------------------------------------------- |
| |                             |                                                               |                             |                                                                                       |
| | Дрю Макинтайр (00:00-60:00) | Вратари                                                       | Рику Хелениус (00:00-55:05) | Судьи: Кендрик Николсон Даниэль Пехачек Линейные судьи: Франко Эспиноза Роман Кадерли |
| | Голы:                       |                                                               |                             | Судьи: Кендрик Николсон Даниэль Пехачек Линейные судьи: Франко Эспиноза Роман Кадерли |
| М.Дюпон (М.-А.Пульо) (бол) — 17:44 А.Жиру (М.Дюпон, Д.Уолсер) (бол.) — 24:11 Д.Тамбеллини (Б.Холлоуэй) — 38:33 Б.Маклин (К.Джиноуэй) (мен.) — 53:08 М.-А.Граньяни (М.-А.Пульо, К.Джиноуэй) (мен.) (п.в.) — 59:05 | 0:1 0:2 1:2 2:2 3:2 4:2 5:2 | 00:58 — С.Мозес (Л.Умарк) 04:08 — Л.Умарк (С.Мозес, П.Коукал) |                             | Судьи: Кендрик Николсон Даниэль Пехачек Линейные судьи: Франко Эспиноза Роман Кадерли |
| |                             |                                                               |                             | Судьи: Кендрик Николсон Даниэль Пехачек Линейные судьи: Франко Эспиноза Роман Кадерли |
| |                             |                                                               |                             | Судьи: Кендрик Николсон Даниэль Пехачек Линейные судьи: Франко Эспиноза Роман Кадерли |
| |                             |                                                               |                             | Судьи: Кендрик Николсон Даниэль Пехачек Линейные судьи: Франко Эспиноза Роман Кадерли |
| 24 мин | Штраф                       | 20 мин                                                        |                             | Судьи: Кендрик Николсон Даниэль Пехачек Линейные судьи: Франко Эспиноза Роман Кадерли |
| |                             |                                                               |                             |                                                                                       |
| | 17                          | Броски                                                        | 27                          |                                                                                       |

## Полуфиналы
| 30 декабря 2014 17:00 | Давос | 3:4 Б (2:0, 0:1, 1:2, 0:0, 0:1) | Салават Юлаев | «Вайллант Арена», Давос Зрителей: 6300 |

| Отчёт | Отчёт                                 | Отчёт | Отчёт                       | Отчёт                                                                            |
| --- | ------------------------------------- | --- | --------------------------- | -------------------------------------------------------------------------------- |
| |                                       | |                             |                                                                                  |
| | Леонардо Дженони (00:00-65:00)        | Вратари | Леланд Ирвинг (00:00-65:00) | Судьи: Кендрик Николсон Марк Виганд Линейные судьи: Николас Флури Михаэль Черриг |
| | Голы:                                 | |                             | Судьи: Кендрик Николсон Марк Виганд Линейные судьи: Николас Флури Михаэль Черриг |
| Н.Даниэльссон (Н.Перссон) — 04:15 М.Паульссон (Э.Корви, П.Линдгрен) (бол.) — 13:42 Н.Даниэльссон (Д.Аксельссон, Н.Перссон) (бол.) — 52:48 В.Койстинен М.Паульссон Н.Даниэльссон | 1:0 2:0 2:1 2:2 2:3 :3 Серия буллитов | 27:35 — А.Панков (А.Кайгородов) 41:12 — А.Слепышев (А.Кайгородов) (бол.) 49:16 — Д.Хлыстов (С.Голованов, А.Зубарев А.Кайгородов Т.Хартикайнен С.Голованов |                             | Судьи: Кендрик Николсон Марк Виганд Линейные судьи: Николас Флури Михаэль Черриг |
| |                                       | |                             | Судьи: Кендрик Николсон Марк Виганд Линейные судьи: Николас Флури Михаэль Черриг |
| |                                       | |                             | Судьи: Кендрик Николсон Марк Виганд Линейные судьи: Николас Флури Михаэль Черриг |
| |                                       | |                             | Судьи: Кендрик Николсон Марк Виганд Линейные судьи: Николас Флури Михаэль Черриг |
| 39 мин | Штраф                                 | 41 мин |                             | Судьи: Кендрик Николсон Марк Виганд Линейные судьи: Николас Флури Михаэль Черриг |
| |                                       | |                             |                                                                                  |
| | 30                                    | Броски | 29                          |                                                                                  |

| 30 декабря 2014 22:15 | Женева-Серветт | 6:5 (2:0, 3:3, 1:2) | Сборная Канады | «Вайллант Арена», Давос Зрителей: 6300 |

| Отчёт | Отчёт                                       | Отчёт | Отчёт                                                  | Отчёт                                                                             |
| --- | ------------------------------------------- | --- | ------------------------------------------------------ | --------------------------------------------------------------------------------- |
| |                                             | |                                                        |                                                                                   |
| | Яник Швенденер (00:00-60:00)                | Вратари | Нолан Шеффер (00:00-32:02) Дрю Макинтайр (32:02-59:06) | Судьи: Штефан Айхманн Данни Курманн Линейные судьи: Франко Эспиноза Роман Кадерли |
| | Голы:                                       | |                                                        | Судьи: Штефан Айхманн Данни Курманн Линейные судьи: Франко Эспиноза Роман Кадерли |
| И.Пистони (А.Пикард, К.Роми) — 08:10 Том Пайетт (М.Ломбарди, Тей.Пайетт) — 19:40 Р.Лёффель (Том Пайетт) (бол.) — 26:46 Ф.Буийон (К.Олмонд) — 27:04 Т.Каст (Д.Рубин) (мен.) — 30:25 Р.Лёффель (А.Жакме) — 45:19 | 1:0 2:0 3:0 4:0 5:0 5:1 5:2 5:3 5:4 6:4 6:5 | 30:54 — М.Хедден (М.Дюпон, Д.Уолсер) 36:04 — Р.Пэрент (С.Маккарти) 39:26 — Ж.Самсон (М.-А.Пульо, Б.Миккелсон) 41:39 — А.Жиру (М.Дюпон) (бол.) 50:42 — М.-А.Пульо (А.Жиру) |                                                        | Судьи: Штефан Айхманн Данни Курманн Линейные судьи: Франко Эспиноза Роман Кадерли |
| |                                             | |                                                        | Судьи: Штефан Айхманн Данни Курманн Линейные судьи: Франко Эспиноза Роман Кадерли |
| |                                             | |                                                        | Судьи: Штефан Айхманн Данни Курманн Линейные судьи: Франко Эспиноза Роман Кадерли |
| |                                             | |                                                        | Судьи: Штефан Айхманн Данни Курманн Линейные судьи: Франко Эспиноза Роман Кадерли |
| 10 мин | Штраф                                       | 8 мин |                                                        | Судьи: Штефан Айхманн Данни Курманн Линейные судьи: Франко Эспиноза Роман Кадерли |
| |                                             | |                                                        |                                                                                   |
| | 33                                          | Броски | 31                                                     |                                                                                   |

## Финал
| 31 декабря 2014 14:00 | Салават Юлаев | 0:3 (0:0, 0:2, 0:1) | Женева-Серветт | «Вайллант Арена», Давос Зрителей: 6300 |

| Отчёт  | Отчёт                       | Отчёт | Отчёт                        | Отчёт                                                                             |
| ------ | --------------------------- | --- | ---------------------------- | --------------------------------------------------------------------------------- |
|        |                             | |                              |                                                                                   |
|        | Леланд Ирвинг (00:00-58:19) | Вратари | Яник Швенденер (00:00-60:00) | Судьи: Данни Курманн Кендрик Николсон Линейные судьи: Николя Флури Михаэль Черриг |
|        | Голы:                       | |                              | Судьи: Данни Курманн Кендрик Николсон Линейные судьи: Николя Флури Михаэль Черриг |
|        | 0:1 0:2 0:3                 | 22:54 — А.Жакме (Том Пайетт, Р.Лёффель) (бол.) 34:31 — Д.Рубин (К.Олмонд, Р.Лёффель) (бол.) 49:26 — Тей.Пайетт (Том Пайетт, Д.Рубин) |                              | Судьи: Данни Курманн Кендрик Николсон Линейные судьи: Николя Флури Михаэль Черриг |
|        |                             | |                              | Судьи: Данни Курманн Кендрик Николсон Линейные судьи: Николя Флури Михаэль Черриг |
|        |                             | |                              | Судьи: Данни Курманн Кендрик Николсон Линейные судьи: Николя Флури Михаэль Черриг |
|        |                             | |                              | Судьи: Данни Курманн Кендрик Николсон Линейные судьи: Николя Флури Михаэль Черриг |
| 10 мин | Штраф                       | 10 мин |                              | Судьи: Данни Курманн Кендрик Николсон Линейные судьи: Николя Флури Михаэль Черриг |
|        |                             | |                              |                                                                                   |
|        | 21                          | Броски | 31                           |                                                                                   |

## Статистика игроков
Жирным выделены лучшие игроки в своей номинации.

### Лучшие бомбардиры
| Игрок             | Команда        | И | Г | П | О | Штр |
| ----------------- | -------------- | - | - | - | - | --- |
| Том Пайетт        | Женева-Серветт | 4 | 1 | 5 | 6 | 0   |
| Марк-Антуан Пульо | Сборная Канады | 4 | 1 | 5 | 6 | 0   |
| Антон Слепышев    | Салават Юлаев  | 5 | 2 | 3 | 5 | 31  |
| Линус Умарк       | Йокерит        | 3 | 3 | 2 | 5 | 12  |
| Александр Жиру    | Сборная Канады | 4 | 4 | 1 | 5 | 0   |

### Лучшие снайперы
| Игрок             | Команда        | И | Г | П | О | Штр |
| ----------------- | -------------- | - | - | - | - | --- |
| Александр Жиру    | Сборная Канады | 4 | 4 | 1 | 5 | 0   |
| Теему Хартикайнен | Салават Юлаев  | 4 | 3 | 0 | 3 | 0   |
| Линус Умарк       | Йокерит        | 3 | 3 | 0 | 2 | 12  |
| Инти Пистони      | Женева-Серветт | 4 | 3 | 0 | 3 | 0   |
| Антон Слепышев    | Салават Юлаев  | 4 | 2 | 3 | 5 | 2   |

Примечание: И = Количество проведённых игр; Г = Голы; П = Голевые передачи; О = Очки; Штр = Штрафное время; +/− = Плюс-минус

### Коэффициент надежности (Вратари)
В списке вратари, сыгравшие 2 или более матчей на турнире.
| Игрок            | Команда        | Мин    | Бр      | ПШ | КН   | %ОБ   | И"0" |
| ---------------- | -------------- | ------ | ------- | -- | ---- | ----- | ---- |
| Леонардо Дженони | Давос          | 185:00 | 96/100  | 4  | 1.33 | 96    | 1    |
| Яник Швенденер   | Женева-Серветт | 197:41 | 84/90   | 6  | 1.5  | 93.33 | 2    |
| Нолан Шеффер     | Сборная Канады | 90:59  | 41/45   | 4  | 2    | 91.11 | 0    |
| Леланд Ирвинг    | Салават Юлаев  | 243:19 | 106/115 | 9  | 2.25 | 92.17 | 1    |
| Дрю Макинтайр    | Сборная Канады | 147:04 | 62/69   | 7  | 2.33 | 88.85 | 0    |

Примечание: Мин = Количество сыгранных минут; Бр = Броски; ПШ = Пропущено шайб; КН = Коэффициент надёжности; %ОБ = Процент отражённых бросков; И"0" = «Сухие игры»

### Процент отражённых бросков
| Игрок            | Команда        | Мин    | Бр      | ПШ | КН   | %ОБ   | И"0" |
| ---------------- | -------------- | ------ | ------- | -- | ---- | ----- | ---- |
| Леонардо Дженони | Давос          | 185:00 | 96/100  | 4  | 1.33 | 96    | 1    |
| Яник Швенденер   | Женева-Серветт | 197:41 | 84/90   | 6  | 1.5  | 93.33 | 2    |
| Леланд Ирвинг    | Салават Юлаев  | 243:19 | 106/115 | 9  | 2.25 | 92.17 | 1    |
| Нолан Шефер      | Сборная Канады | 90:59  | 41/45   | 4  | 2    | 91.11 | 0    |
| Дрю Макинтайр    | Сборная Канады | 147:04 | 62/69   | 7  | 2.33 | 88.85 | 0    |

Примечание: Мин = Количество сыгранных минут; Бр = Броски; ПШ = Пропущено шайб; КН = Коэффициент надёжности; %ОБ = Процент отражённых бросков; И"0" = «Сухие игры»

## Символическая сборная Кубка
- Вратарь: Леонардо Дженони (Давос)
- Защитники : Илкка Хейккинен (Салават Юлаев), Фелисье Дюбуа (Давос)
- Нападающие : Антон Слепышев (Салават Юлаев), Инти Пистони (Женева-Серветт), Линус Умарк (Йокерит)